# دریاچه قیر

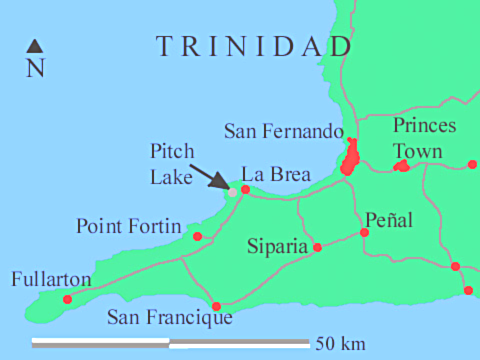
نقشه محل دریاچه.

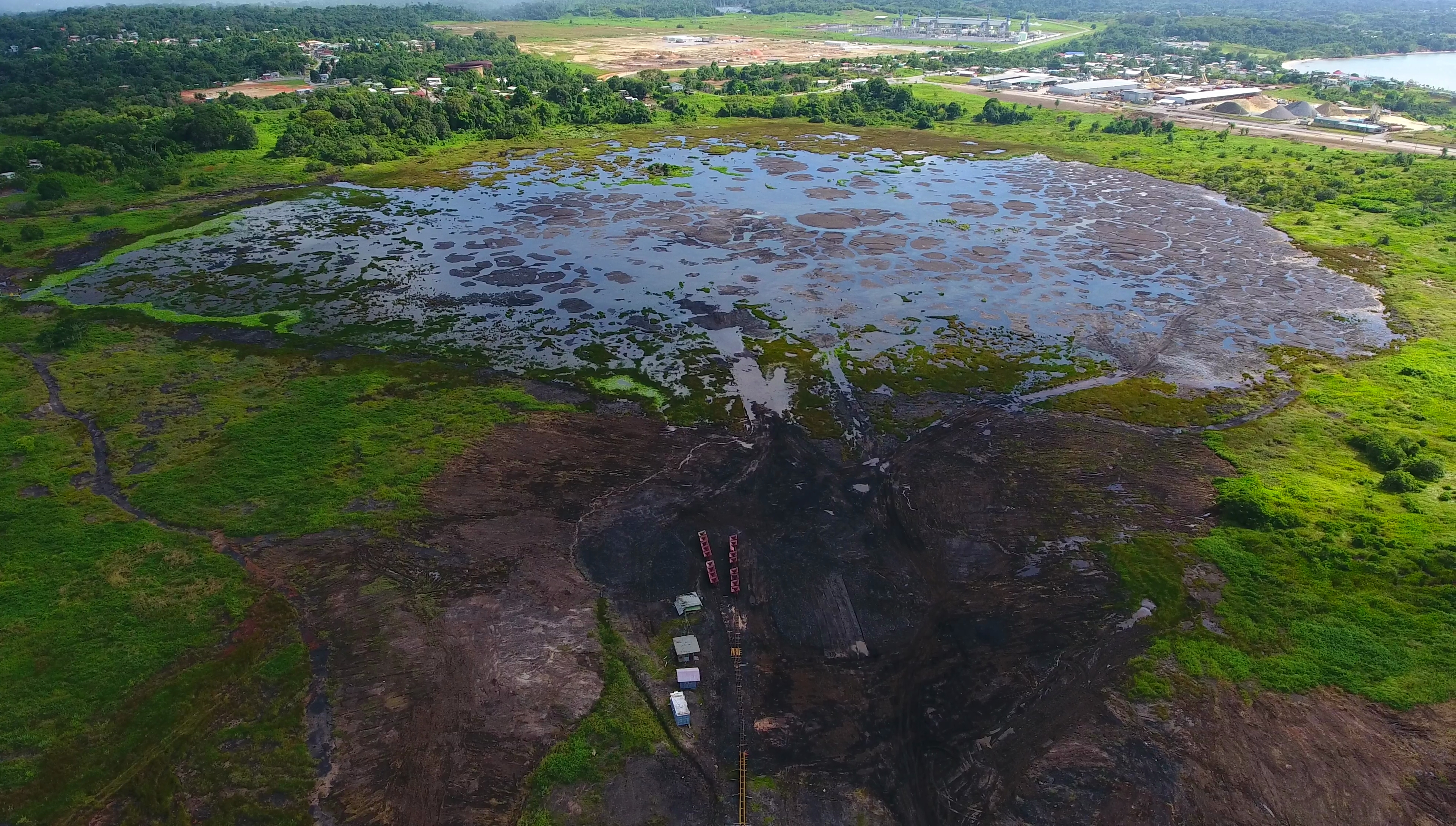
دریاچه قیر، ۲۰۱۶.

دریاچه قیر (انگلیسی: Pitch Lake) بزرگ‌ترین ذخیره‌گاه طبیعی آسفالت در جهان است. این دریاچه در کشور جزیره‌ای ترینیداد و توباگو واقع شده و آسفالت طبیعی موجود در آن ۱۰ میلیون تن برآورد می‌شود. 
دریاچه قیر در نزدیکی شهرک لابرئا در استان سیپاریا در جنوب غرب جزیره ترینیداد واقع شده‌است. این دریاچه محدوده‌ای حدود ۱۰۰ جریب فرنگی را می‌پوشاند و ژرفای آن ۷۶ متر (۲۵۰ پا) گزارش شده‌است.
دریاچه قیر از از جاذبه‌های گردشگی ترینیداد و توباگو است و موزه کوچکی نیز در کنار آن برپا شده که از آنجا راهنمایان، جهانگردان را به تماشای دریاچه می‌برند.
بیرون آمدن نفت از انباره‌های عمیق درون زمین از میان دو گسل باعث به وجود آمدن این پدیده شده‌است. پژوهشگران در دریاچه قیر جانداران شدیددوست یافتند.
نخستین چاه‌ها برای استخراج قیر در این دریاچه در سال ۱۸۶۶ شد. از سال ۱۸۶۰ تا ۱۸۶۵ از طریق تقطیر قیر دریاچه نفت سفید تولید می‌شد. امروزه شرکتی به نام «دریاچه آسفالت ترینیداد و توباگو» به بهره‌برداری قیر از این دریاچه مشغول است.
دریاچه قیر یکی از چند دریاچه آسفالت طبیعی موجود در جهان است. به جز دریاچه گواناکو در ونزوئلا چند دریاچه مشابه دیگر در ایالات متحده واقع شده‌اند.